# Heinrich Hermann Fitting

Heinrich Hermann Fitting

Heinrich Hermann Fitting (* 27. August 1831 in Mauchenheim; † 3. Dezember 1918 in Halle (Saale)) war ein deutscher Jurist.

## Leben
Fitting studierte 1848–52 an den Universitäten Würzburg, Heidelberg (unter Karl Adolph von Vangerow) und Erlangen, wo er 1852 zum Doktor der Rechte promoviert wurde und seine Inauguraldissertation Über den Begriff von Haupt- und Gegenbeweis und verwandte Fragen (Erlangen 1853) veröffentlichte.
Nachdem er 1852–54 die bayrische Verwaltungs- und Justizpraxis durchgemacht und 1855 mehrere Monate in Paris gelebt hatte, um auch die französische Prozesspraxis kennenzulernen, habilitierte er sich 1856 mit der Schrift Über den Begriff der Rückziehung (Erlangen 1856) in Heidelberg als Privatdozent für römisches Recht und Prozess.
1857 wurde er außerordentlicher und im folgenden Jahr ordentlicher Professor des römischen Rechts an der Universität Basel. Hier schrieb er die Monographie Die Natur der Korrealobligationen  (Erlangen 1859) und das akademische Programm Über das Alter der Schriften römischer Juristen von Hadrian bis Alexander (Basel 1860).
Im Herbst 1862 folgte er einem Ruf als ordentlicher Professor nach Halle. Außer zahlreichen Aufsätzen in Zeitschriften, namentlich im Archiv für die zivilistische Praxis, an dessen Herausgabe er sich seit 1864 beteiligte, und dessen Redaktion er seit dem Tod Karl Joseph Mittermaiers (1867) hauptsächlich besorgte, und einer umfassenden historisch-dogmatischen Monographie: Das castrense peculium (Halle 1871), verfasste er noch weitere wertvolle rechtsgeschichtliche Arbeiten.
Ende des 19. Jahrhunderts sorgte Fitting für eine Kontroverse mit Max Conrat (Cohn), denn Conrat stand mit der Auffassung einiger Mediävisten und Rechtshistoriker auf dem Standpunkt, dass nach dem Ende der Spätantike, wissenschaftlicher Rechtsbetrieb erst mit den Glossatoren wieder aufgekommen sei. Fittig hingegen vertrat die Meinung, es habe stete Kontinuität in der Entwicklung des römischen Rechts gegeben, insbesondere in den Rechtsschulen Roms, Pavias und Ravennas.

## Werke
- Zur Geschichte des Soldatentestaments (Halle 1866)
- Über die sogen. Turiner Institutionenglosse und den sogenannten Brachylogus (Halle 1870)
- Glosse zu den Exceptiones legum Romanorum des Petrus (Halle 1874);
- Zur Geschichte der Rechtswissenschaft am Anfang des Mittelalters (Halle 1875)
- Juristische Schriften des frühern Mittelalters (Halle 1876)
- Über die Heimat und das Alter des sogenannten Brachylogus (Berlin 1880)
- Der Reichs-Zivilprozeß (6. Aufl., Berlin 1884)
- Das Reichs-Konkursrecht (2. Aufl., Berlin 1883)